# Закамская, Надежда Леонидовна
Надежда Леонидовна Закамская (англ. Nadia Zakamska, 5 мая 1979) — российский и американский астроном.
Окончила МФТИ (2001, магистратура, диплом с отличием) по специальности «теоретическая физика и астрофизика» и аспирантуру Принстонского университета, доктор наук (2005).
В 2005—2010 году занималась научной и преподавательской работе в Принстоне.
С 2010 года профессор-ассистент, с 2017 года — полный профессор отделения физики и астрономии Университета Джонса Хопкинса.

## Награды
- 2014 — Премия Ньютона Лэйси Пирса Американского астрономического общества за исследования квазаров[1]

## Избранные публикации
- Zakamska, Nadia L.; Hamann, Fred; Pâris, Isabelle; Brandt, W. N.; Greene, Jenny E.; Strauss, Michael A.; Villforth, Carolin; Wylezalek, Dominika; Alexandroff, Rachael M. (2016-07-01). «Discovery of extreme [O iii]λ5007 Å outflows in high-redshift red quasars». Monthly Notices of the Royal Astronomical Society 459 (3): 3144-3160. doi:10.1093/mnras/stw718. ISSN 00358711.
- Zakamska, Nadia L.; Lampayan, Kelly; Petric, Andreea; Dicken, Daniel; Greene, Jenny E.; Heckman, Timothy M.; Hickox, Ryan C.; Ho, Luis C.; Krolik, Julian H. (2016-02-01). «Star formation in quasar hosts and the origin of radio emission in radio-quiet quasars». Monthly Notices of the Royal Astronomical Society 455 (4): 4191-4211. doi:10.1093/mnras/stv2571. ISSN 00358711.